# Riccardo Colombani
Riccardo Colombani (Trieste, 24 aprile 1912 – ...) è stato un calciatore italiano, di ruolo difensore.

## Carriera
Conta 5 presenze in Serie A con la Triestina.